# Prima battaglia di Zurigo
La prima battaglia di Zurigo fu combattuta dal 4 al 7 giugno 1799, nell'ambito della guerra della Seconda coalizione.
Il generale francese Andrea Massena, al comando dell'Armata del Danubio (Armée du Danube), fu costretto, nonostante le minori perdite del suo esercito rispetto all'avversario, a cedere la città agli austriaci comandati dall'arciduca Carlo d'Austria e a ritirarsi di là dal Limmat, dove provvide a fortificare la propria posizione (nel 1798 la Svizzera era divenuta il campo di battaglia delle guerre rivoluzionarie francesi).
Durante l'estate le truppe russe, al comando del generale Alexander Korsakov, sostituirono le truppe austriache: nella Seconda battaglia di Zurigo i francesi ripresero il controllo della città oltre che del resto della Svizzera.